# 托马西·普阿普阿
托马西·普阿普阿（英語：Tomasi Puapua，1938年9月10日—），图瓦卢政治人物，第2任图瓦卢总理（1981年-1989年）、第6任图瓦卢总督（1998年-2003年）。